# Lưu Kính Trinh
Lưu Kính Trinh (tiếng Trung giản thể: 刘敬桢, bính âm Hán ngữ: Liú Jìngzhēn, sinh tháng 11 năm 1967, người Hán) là chuyên gia cơ giới, doanh nhân, chính trị gia nước Cộng hòa Nhân dân Trung Hoa. Ông là Ủy viên dự khuyết Ủy ban Trung ương Đảng Cộng sản Trung Quốc khóa XX, hiện là Bí thư Đảng ủy, Chủ tịch Tập đoàn Dược phẩm Quốc gia Trung Quốc, Lý sự trưởng Liên minh Bảo đảm ứng cấp Y Dược Quốc gia Trung Quốc.
Lưu Kính Trinh là đảng viên Đảng Cộng sản Trung Quốc, học vị Cử nhân Tự động hóa, Thạc sĩ Quản trị học, chức danh Cao cấp công trình sư cấp Giáo sư. Ông có sự nghiệp công tác ở nhiều xí nghiệp nhà nước lĩnh vực máy móc cơ giới Trung Quốc.

## Xuất thân và giáo dục
Lưu Kính Trinh sinh vào tháng 11 năm 1967 tại địa cấp thị Y Xuân, tỉnh Hắc Long Giang, Cộng hòa Nhân dân Trung Hoa. Ông lớn lên và tốt nghiệp cao trung ở Y Xuân, thi đỗ Đại học Công nghệ Hợp Phì, tới An Huy nhập học chuyên ngành hệ thống tự động hóa. Trong những năm ở trường Hợp Phì, ông tích cực tham gia phong trào sinh viên, được bầu làm Phó Bí thư Đoàn ủy, Chủ tịch Hội Sinh viên Đại học Hợp Phì, và là Ủy viên Hội Liên hiệp Sinh viên Toàn quốc, Chủ tịch Hội Liên hiệp Sinh viên tỉnh An Huy. Ông tốt nghiệp trường Hợp Phì vào năm 1991, được kết nạp Đảng Cộng sản Trung Quốc khi còn là sinh viên, sau đó từng theo học Trường Quản lý Quang Hoa của Đại học Bắc Kinh và nhận bằng Thạc sĩ Quản trị học.

## Sự nghiệp

### Thời kỳ đầu
Tháng 8 năm 1991, sau khi tốt nghiệp trường Hợp Phì, Lưu Kính Trinh được chọn vào chương trình tuyển chọn công khai là 1 trong 50 cán bộ dự bị của các trường cao đẳng, đại học chất lượng cao trên cả nước, được phân công vào Bộ Công nghiệp điện tử cơ giới làm cán bộ của Ty Trang bị thứ nhất. Sang năm 1993, bộ được phân tách, ông được điều sang Bộ Công nghiệp cơ giới công tác giai đoạn 1993–99, từng được phân về Tập đoàn Thiết bị trạm điện Cáp Nhĩ Tân, rồi trở lại Ty Kế hoạch tổng hợp, Ty Lao động và Nhân sự của bộ. Năm 1999, bộ một lần nữa được cải cách, giải thể, thành lập mới các xí nghiệp trung ương, và ông tham gia công tác ở Tổng công ty Xuất nhập khẩu cơ giới nông nghiệp và kỹ thuật Trung Quốc. Trong giai đoạn 1999–2005, ông từng là Tổng giám đốc của các doanh nghiệp như Công ty Quảng cáo cơ điện Trung Quốc, Công ty hữu hạn Phát triển Khoa Kỹ Đông Minh Hối Bắc Kinh, Công ty Hợp tác kỹ thuật kinh tế đối ngoại Ô tô Trung Quốc, Công ty Phát triển tham khảo công nghiệp Ô tô Trung Quốc (Zixun Auto). Bên cạnh đó, ông cũng là Giám đốc Sở nghiên cứu Phát triển công nghiệp Ô tô Bắc Kinh (Beijing VIDR), kiêm nhiệm là Phó Trưởng ban Tài nguyên nhân lực công ty, tập đoàn, Trưởng phòng Cán bộ. Thời kỳ này, ông vừa lãnh đạo doanh nghiệp, vừa tham gia nghiên cứu khoa học, được phong chức danh khoa học hàng cao nhất Trung Quốc là Cao cấp công trình sư cấp Giáo sư.
Tháng 11 năm 2005, Lưu Kính Trinh nhậm chức Bí thư Đảng ủy, Tổng giám đốc Công ty Kỹ thuật hợp tác đối ngoại Ô tô Trung Quốc, sau đó là Chủ tịch công ty này kiêm nhiệm Bí thư Đảng ủy, Tổng giám đốc Công ty Hợp tác quốc tế công nghiệp Ô tô Trung Quốc (CNAICO), kiêm Chủ tịch 3 doanh nghiệp là Zixun Auto, Beijing VIDR, và Công ty hữu hạn Triển lãm liên hợp quốc tế Bắc Kinh. Đầu năm 2008, ông một lần nữa kiêm nhiệm thêm vị trí Chủ tịch một doanh nghiệp là Tập đoàn Hàng không Hải dương Trung Quốc (China HNA) – công ty con của Tập đoàn Công nghiệp cơ giới Trung Quốc (SINOMACH).

### Tập đoàn lớn
Tháng 4 năm 2010, Lưu Kính Trinh được điều tới SINOMACH nhậm chức Thành viên Đảng tổ, Trợ lý Tổng tài tập đoàn, được miễn nhiệm hầu hết các vị trí lãnh đạo doanh nghiệp trước đó, tuy nhiên vẫn giữ chức vụ Bí thư Đảng ủy, Tổng giám đốc CNAICO, rồi chuyển vị trí kiêm nhiệm làm Chủ tịch Tập đoàn Đầu tư công nghiệp cơ giới Trung Quốc (SINOCONST) từ tháng 9 năm 2011. Tháng 3 năm 2013, ông là Thường vụ Đảng ủy, Phó Tổng giám đốc SINOMACH kiêm Chủ tịch Tập đoàn Hải Hàng (HNA Group), Chủ tịch SINOCONST. Cuối năm này, ông là Tổng kinh tế sư SINOMACH, là Chủ tịch hai tập đoàn gồm China HNA và SINOCONST, trở lại vị trí Phó Tổng giám đốc SINOMACH từ tháng 4 năm 2015. Tháng 8 năm 2018, ông được điều rời SINOMACH, bổ nhiệm làm Phó Bí thư Đảng tổ, Đồng sự Tập đoàn Trang bị vũ khí Trung Quốc. Tháng 9 năm 2019, sau gần 30 năm hoạt động trong các đơn vị, xí nghiệp máy móc, cơ giới, Lưu Kính Trinh được điều chuyển bổ nhiệm làm Bí thư Đảng ủy, Chủ tịch Tập đoàn Dược phẩm Quốc gia Trung Quốc (Sinopharm), sau đó được bầu làm Lý sự trưởng Liên minh Bảo đảm ứng cấp Y Dược Quốc gia Trung Quốc. Cuối năm 2022, ông tham gia Đại hội Đảng Cộng sản Trung Quốc lần thứ XX từ đoàn đại biểu xí nghiệp trung ương. Trong quá trình bầu cử tại đại hội, ông được bầu là Ủy viên dự khuyết Ủy ban Trung ương Đảng Cộng sản Trung Quốc khóa XX.

## Thành tựu
Trong sự nghiệp của mình, Lưu Kính Trinh được trao nhiều giải thưởng lao động, khoa học kỹ thuật, trong đó có:
- Giải thưởng "Hình mẫu người lao động toàn quốc"; "Xí nghiệp gia đổi mới ưu tú toàn quốc"; "Người lao động tiên tiến công nghiệp cơ giới toàn quốc";
- Giải thưởng "Nhân vật của kinh tế Trung Quốc", 2020;